# Upside Downside
Upside Downside är ett musikalbum av Mike Stern och hans andra i ordningen. Albumet gavs ut 1986 av Atlantic Records.

## Låtlista
Alla låtar skrivna och arrangerade av Mike Stern förutom Scuffle: arrangerad av Mike Stern & Jeff Andrews.
1. "Upside Downside" – 5:41
2. "Little Shoes" – 5:33
3. "Goodbye Again" – 6:33
4. "Mood Swings" – 6:01
5. "After You" – 5:25
6. "Scuffle" – 6:11

## Medverkande

### Medverkande (förutom påMood Swings)
- Mike Stern — gitarr
- Bob Berg — tenorsaxofon
- Mitch Forman — piano, synthesizer
- Mark Egan — elbas
- Dave Weckl — trummor
- Dr. Gibbs — percussion
- David Sanborn — altsaxofon (3)
- Jeff Andrews — bas (2)

### Medverkande påMood Swings
- Mike Stern — gitarr
- Bob Berg — tenorsaxofon
- Jaco Pastorius — elbas
- Steve Jordan — trummor